# پرونوس معطر
پرونوس معطر (نام علمی: Prunus odorata) نام یک گونه از سرده پرونوس است.